# Temburong
Temburong is een district van Brunei. Het bergachtige gebied is een exclave, omdat het van de rest van Brunei gescheiden is door Maleisië en de Baai van Brunei. De hoofdstad van het district is Bangar (waar ongeveer 3.000 mensen wonen) en een andere stad is Labu. In het gebied wonen 9300 mensen op 1166 km².
Belait · Brunei en Muara · Temburong · Tutong